# Céline Vaes
Céline Vaes (1986) es una deportista francesa que compite en ciclismo en la modalidad de BMX estilo libre. Ganó una medalla de bronce en el Campeonato Mundial de Ciclismo Urbano de 2021, en la prueba de flatland.

## Palmarés internacional
| Campeonato Mundial | Campeonato Mundial    | Campeonato Mundial | Campeonato Mundial |
| Año                | Lugar                 | Medalla            | Competición        |
| ------------------ | --------------------- | ------------------ | ------------------ |
| 2021               | Montpellier (Francia) | Medalla de bronce  | Flatland           |